# Klečevce
Klečevce (makedonska: Клечевце) är en ort i Nordmakedonien. Den ligger i den centrala delen av landet, 40 kilometer öster om huvudstaden Skopje. Klečevce ligger 309 meter över havet och antalet invånare är 1 505.